# Izozog Airport
Izozog Airport är en flygplats i Bolivia.   Den ligger i departementet Santa Cruz, i den centrala delen av landet, 240 km öster om huvudstaden Sucre. Izozog Airport ligger 389 meter över havet.
Terrängen runt Izozog Airport är mycket platt, och sluttar österut. Trakten runt Izozog Airport är nära nog obefolkad, med mindre än två invånare per kvadratkilometer.. Det finns inga samhällen i närheten.
I omgivningarna runt Izozog Airport växer i huvudsak lövfällande lövskog.